# 米奇利斯山
米奇利斯山（英語：Matchless Mountain），是南極洲的山峰，位於維多利亞地的斯科特海岸，處於弗賴冰川南岸，屬於康沃伊山脈的一部分，海拔高度1,140米，由新西蘭地質學家命名，現時由南極條約體系管理。